# Kaliakra
De Kaap van Kaliakra (Bulgaars: Нос Калиакра; Nos Kaliakra) is gelegen in het noordoostelijke gedeelte van Bulgarije op ongeveer 70 km van Varna. 
Het is een beschermd natuurpark en een cultuur-historisch park. Door deze combinatie werd het opgenomen in de lijst van de 100 toeristische trekpleisters van Bulgarije en is het een van de bekendste bezienswaardigheden langsheen de noordelijke kustlijn van Bulgarije.
Sinds 1941 is het opgenomen in de lijst van beschermde natuurgebieden. Op de kaap kunnen trekvogels waargenomen worden en in het water dolfijnen. 

## Geschiedenis
De kaap werd bewoond vanaf de 4de eeuw v.Chr. en kende lange tijd afwisselende periodes van heropleving en verval. Dit duurde tot het in de tweede helft van de 14e eeuw zijn hoogdagen beleefde.
De meeste ruïnes die men kan bezichtigen op de kaap zijn uit deze periode. Dit is de periode waarin Kaap Kaliakra voor korte tijd de hoofdstad werd van het Despotaat van Dobroedzja. Een lokale heerser had zich afgescheurd van het Tweede Bulgaarse Rijk en richtte er een vesting op, in de hoop stand te kunnen houden tegen de oprukkende Ottomanen. Na de val van de vesting verloor het zijn belang en verviel het tot een ruïne.